# Assembler (nanobots)
Een assembler, nanorobot, moleculaire assembler of soms ook moleculaire monteur (volgens de definitie van K. Eric Drexler) is een "theoretische voorstelling van een apparaat dat in staat is om chemische reacties te begeleiden door het met atomaire precisie plaatsen van reactieve moleculen". Dit gebeurt op atomaire of moleculaire schaal, oftewel op nanometerschaal. Op sommige biologische moleculen, zoals ribosomen past deze definitie. Dit is omdat zij instructies ontvangen van boodschapper-RNA en aan de hand daarvan monteren ribosomen vervolgens specifieke sequenties van aminozuren om daarmee eiwitmoleculen te construeren.

## Inleiding
Vanaf 2007 heeft de Britse Techniek en Natuurwetenschappen Research Council de ontwikkeling van ribosoomachtige moleculaire assemblers gefinancierd. Het is duidelijk dat moleculaire assemblers in beperkte zin mogelijk zijn. Een technologisch 'roadmap'-project, geleid door het Battelle Memorial Institute en gesteund door verschillende Amerikaanse laboratoria van het Department of Energy, heeft een reeks van atomaire precieze fabricage-technologieën onderzocht. Het rapport werd in december 2007 uitgebracht. In 2008 heeft de Britse Engineering and Physical Sciences Research Council een financiering van 1,5 miljoen pond verstrekt voor een meer dan zes jaar durend onderzoek over het werken aan gemechaniseerde nanotechnieken (mechanosynthesis), dit in samenwerking met het Instituut voor Molecular Manufacturing.
De term "moleculaire assembler" wordt ook gebruikt in sciencefiction en de populaire cultuur om te verwijzen naar een breed scala aan fantastische atoom-manipulerende nanomachines, hoewel veel van die sf-technieken in de werkelijkheid onmogelijk zijn. Een groot deel van de controverse over "moleculaire monteurs" is het gevolg van de verwarring in het gebruik van de naam voor zowel technische realistische concepten als populaire fantasieën. In 1992 introduceerde Drexler de daarmee verband houdende, maar beter bekende term "moleculaire fabricage," die hij omschreef als de geprogrammeerde "chemische synthese van complexe structuren door mechanisch plaatsen van reactieve moleculen, en niet door het manipuleren van individuele atomen".
Omdat synthetische moleculaire assemblers tot op heden nog nooit gebouwd zijn en door de verwarring over de betekenis van het woord, is er veel controverse over de vraag of "moleculaire assemblers" mogelijk zijn, of gewoon sciencefiction. Verwarring en controverse vloeien ook voort uit hun indeling bij nanotechnologie, dat is een actief gebied van laboratorium-onderzoek dat al is toegepast op de productie van echte producten, maar er waren, tot voor kort, geen onderzoeksinspanningen naar de werkelijke constructie van "moleculaire assemblers".

## Nanofabriek
Een nanofabriek (Engels: nanofactory) is een theoretisch voorstel voor een systeem waarin nanomachines (die lijken op moleculaire assemblers, of industriële robotarmen) reactieve moleculen combineren via mechanosynthesis om grotere atomair precieze onderdelen op te bouwen. Deze onderdelen op hun beurt zouden weer worden gebruikt door positioneringsmechanismen van diverse afmetingen om macroscopisch zichtbare, maar nog steeds atomair-nauwkeurige producten te bouwen.
Een typische nanofactory zou passen in een schoenendoos, in de visie van K. Eric Drexler zoals verschenen inNanosystems: Molecular Machinery, Manufacturing and Computation] (1992), een opmerkelijke werk van verkennende techniek. Gedurende de laatste tien jaar hebben ook andere onderzoekers uitgebreid het nanofactoryconcept geanalyseerd, zoals Ralph Merkle, J. Storrs Hall, Forrest Bisschop en het nanotechnologie-onderzoekslab Zyvex.
In 2005 werd een computergeanimeerde korte film van het nanofactorybegrip geproduceerd door John Burch, in samenwerking met Drexler. Dergelijke visies zijn het onderwerp geweest van veel discussie, op verschillende intellectuele niveaus. Niemand heeft nog een onoverkomelijk probleem ontdekt met de onderliggende theorieën maar ook heeft nog niemand bewezen dat de theorieën vertaald kunnen worden in de praktijk.
Als nanofactory's eventueel gebouwd kunnen worden zou dit een ernstige verstoring van de wereldeconomie tot gevolg hebben als een van de vele mogelijke negatieve effecten, hoewel het zou kunnen dat deze verstoring weinig negatief effect zou hebben als iedereen dergelijke nanofactory's had. Grote voordelen zouden ook worden voorzien. Diverse sf-werken hebben deze en soortgelijke concepten onderzocht. Het potentieel voor dergelijke apparaten maakte deel uit van het onderzoek van een grote Britse studie onder leiding van werktuigbouw professor Dame Ann Dowling.

## Zelfreplicatie
Moleculaire assemblers worden vaak verward met zelfreplicerende machines. Om een praktische hoeveelheid van het gewenste product te maken met behulp van op nanoschaal opererende moleculaire assemblers vereist een zeer groot aantal van dergelijke apparaatjes. Het is echter mogelijk dat een dergelijke theoretische moleculaire fabriek geprogrammeerd wordt om zichzelf eerst te repliceren, de bouw van een groot aantal kopieën van zichzelf. Dit zou resulteren in een exponentieel tempo van de productie zoals bij een bacterie die zich in een gunstige omgeving ongelimiteerd kan delen. Als dan na enige tijd voldoende hoeveelheden van de moleculaire monteurs beschikbaar waren, zouden ze opnieuw kunnen worden geprogrammeerd voor de productie van het gewenste product. Echter, als zelfreplicatie van deze moleculaire monteurs niet wordt tegengehouden, kan het misschien leiden tot concurrentie met in de natuur voorkomende organismen. Dit wordt ook wel ecophagy- of het grey-goo-probleem genoemd.
Een methode om moleculaire monteurs te bouwen is door het na bootsen van evolutionaire processen in biologische systemen. Biologische evolutie vordert door willekeurige variatie in organismen in combinatie met het ruimen van de minder geslaagde varianten en reproductie van de meer succesvolle varianten.

## Drexler en Smalley
Een van de meest uitgesproken critici van een aantal concepten van de "moleculaire monteurs" was professor Richard Smalley (1943-2005) die de Nobelprijs won voor zijn bijdragen op het gebied van nanotechnologie. Smalley was van mening dat dergelijke monteurs fysiek niet mogelijk zijn. Zijn twee belangrijkste technische bezwaren werden genoemd het "dikkevingersprobleem" en het "plakkerigevingersprobleem". Drexler en collega's reageerden op deze twee bezwaren in 2001 in een publicatie.
Smalley was ook van mening dat Drexler met speculaties over apocalyptische gevaren van zelfreplicerende machines de publieke steun voor de ontwikkeling van nanotechnologie zou bedreigen. Om het debat tussen Drexler en Smalley met betrekking tot moleculaire monteurs aan te pakken publiceerde 'Chemical & Engineering News een artikel, bestaande uit een briefwisseling die de kwesties aan de orde stelde.

## Grey goo
Een mogelijk rampscenario bij moleculaire assemblers is dat de nanobots niet gestopt worden door ingebouwde beveiligingen en oneindig doorgaan met zichzelf vermenigvuldigen. Dit wordt betiteld als het grey-goo-scenario. Uiteindelijk zullen zo hele ecoregio's opgeslokt worden of zelfs de hele aarde (ecophagy), of het kan gewoon natuurlijke levensvormen wegconcurreren om de nodige grondstoffen te verkrijgen, zoals koolstof, ATP of uv-licht (waar sommige nanomachine voorbeelden hun energie vandaan halen). Het is wel vermeldenswaard dat de 'ecophagy'- en 'grey goo'-scenario's, zijn gebaseerd op nog altijd theoretische technologieën die nog niet experimenteel aangetoond zijn.

## In fictie
Moleculaire assemblers zijn een populair onderwerp in sciencefiction, bijvoorbeeld, de algemene compiler in Diamond Age en de hoorn-des-overvloedsmachine in Singularity Sky. De replicator in Star Trek kan ook worden beschouwd als een moleculaire assembler. Een moleculaire assembler is ook een belangrijk onderdeel van de plot van het computerspel Deus Ex (een zogenaamde "universele constructeur" in het spel).